# Beth (песня)
Beth — песня американской хард-рок-группы Kiss, из их альбома Destroyer, записанного в 1976 году. Это песня, получившая наивысшую позицию в чарте во всей истории группы (#7), и одна из двух золотых синглов (второй — «I Was Made For Lovin' You» 1979 года), а также одна из двух песен Kiss, попавших в топ-10 в Биллборде (помимо Forever, занявшей там место #8).

## История
Песню в группу внёс Питер Крисс, который к моменты записи альбома, возможно, из всех музыкантов был наиболее выведенным на новый уровень от своих бессвязных корней джаза, соула и R&B. Пока Питер был музыкантом-самоучкой, который больше полагался не на технику, а на чувства, процесс был более мучительным и требовательным. Питеру было затруднительно сыграть то же самое дважды, однако с этой песней он впервые значительно повысил свою значимость в группе.

В то время как Пол Стэнли обычно рассматривал «Beth» как песню, которую нужно выбросить, Джин Симмонс имел совершенно другое представление по поводу этой песни, при чём она была ему явно симпатичной, с тех пор как он впервые услышал её когда ехал в машине с Питером. Джин комментирует переименование песни из «Beck», как она тогда называлась, в общеизвестный сейчас вариант «Beth» чтобы не получилось недоразумения в связи с совпадением названия песни с именем известного исполнителя Beck. Он так же предложил Питеру сыграть песню для Боба Эзрина, чтобы посмотреть на его реакцию. Эзрину песня понравилась, хотя он и переписал часть текста на 
me and the boys will be playing
 и работал над оркестровой аранжировкой. Только припев был заметно другой в отличие от первоначальной версии, где было

Won’t you wait an hour
And I’ll run right home to you
I know you love complaining
But Beck, what can I do?"

Боб хотел преобразовать песню, чтобы она польностью звучала как баллада, а не как история. Он видел в этой песне достаточный потенциал чтобы отправить её на радио и хотел чтобы песня во что бы то ни стало попала в этот альбом.
Первоначально песня называлась «Beck» по имени жены третьего участника группы Мика Бранда (Бэкки), которая часто звонила, прерывая репетиции, что не осталось незамеченным другими участниками группы и вскоре стало их раздражать и нервировать — участники группы вспоминали её как надоедливую и вечно придирающуюся особу.
«Beth» была написана до вступления Крисса в Kiss, когда он все ещё был участником Chelsea. Питер придумал мелодию когда ехал в поезде в Нью-Йорк из Нью-Джерси, где они репетировали. Он написал песню вместе со своим другом и гитаристом Chelsea Стэном Пенриджем.
Текст песни сделан в виде телефонного разговора. После смены названия, на чём настояли Эзрин и Симмонс, песня была сделана данью жене Крисса Лидии, которая, согласно данным Питером интервью часто плакала по нему, когда тот был занят во время концертных туров, что он впоследствии отразил в видоизменённом варианте текста.
Лидия была потрясающей женщиной. Она работала с 9 утра до 5 вечера с того самого дня, как мы поженились, потому что я сказал ей, "Я никогда не буду работать. Я хочу быть рок-звездой. Больше я не хочу быть никем. Не говори мне, что в доме не достаточно денег. Или мы поженимся при таких условиях, или мы вообще не поженимся, потому что я должен быть тем, кто я есть." Она на это согласилась.
 — Интервью Питера Крисса журналу «GS Tongue».
«Beth» добилась #7 места в топ-10 хитов в 1976. Песня остаётся наивысшей в чартах для Kiss в США, и она завоевала им Приз Зрительских Симпатий в номинации «Любимая Песня Молодых Людей» (англ. "Young People's Favorite New Song") в 1977, которая связана с «Disco Duck».
Во время концертов Питер после исполнения Beth идёт дарить розы девушкам, которых, красивыми не назовешь, а которые напротив выглядят усталыми и расстроенными.
Я осматриваюсь вокруг, всматриваюсь в лица, смотрю в глаза девушкам, и когда между нами появляется своеобразное "электричество", я чувствую - "Эта девушка должна получить розу". Я ищу такую девушку каждый вечер; я всегда ищу того человека, которого нужно подбодрить.
 — Интервью Питера Крисса специальному изданию «Starlog Kiss Special 1998».

## Участники записи
- Джин Симмонс — бас-гитара
- Дик Вагнер — акустическая гитара
- Питер Крисс — основной вокал
- Боб Эзрин — клавишные

## Позиции в хит-парадах
Годовые  чарты:
| Хит-парад (1976)      | Позиция |
| --------------------- | ------- |
| Канада (RPM Year-End) | 69      |